# 弗兰肯哈特
弗兰肯哈特是德国巴登-符腾堡州的一个市镇。总面积69.87平方公里，总人口4653人，其中男性2377人，女性2276人（2011年12月31日），人口密度67人/平方公里。